# Alexandru Tudor
Alexandru Dan Tudor (Bucarest, 13 settembre 1971) è un arbitro di calcio rumeno.

## Carriera
A livello nazionale, diventato ufficialmente arbitro per la federazione rumena, dirige in Liga I (la massima divisione) dal 1999.
Viene inserito nelle liste FIFA sin dal 1º gennaio 2001, potendo dunque al giorno d'oggi vantare una lunga e decennale esperienza nelle competizioni internazionali.
Nel luglio 2002 dirige per la prima volta una partita valida per i preliminari di UEFA Champions League.
Fa il suo esordio in una gara tra nazionali maggiori il 16 ottobre 2002, quando dirige Malta-Francia, valida per le qualificazioni ad  Euro 2004 e terminata 0-4.
Nel 2004, dopo aver preso parte agli europei under 21 in Germania (dove dirige due gare della fase a gironi), ha luogo anche il suo debutto nella fase a gironi dell'allora Coppa UEFA. Nella stessa edizione arriva già a dirigere anche un sedicesimo di finale.  In questo periodo si distingue inoltre per aver diretto quattro partite di qualificazione ai mondiali 2006.
Il 4 novembre 2008, dirigendo Barcellona-Basilea fa il suo debutto nella fase a gironi della Champions League. A tutt'oggi resta però questa l'unica partita assegnatagli in tale fase della competizione.
Nel marzo del 2016 è selezionato ufficialmente come arbitro di porta in vista di Euro 2016, nella squadra arbitrale diretta dal connazionale Ovidiu Alin Hațegan.
In patria, è conosciuto per essere un arbitro severo,  dal cartellino facile.